# Neulengbach
Neulengbach osztrák város Alsó-Ausztria St. Pölten-i járásában. 2024 januárjában 8661 lakosa volt. 

## Elhelyezkedése

Neulengbach a Sankt Pölten-i járásban

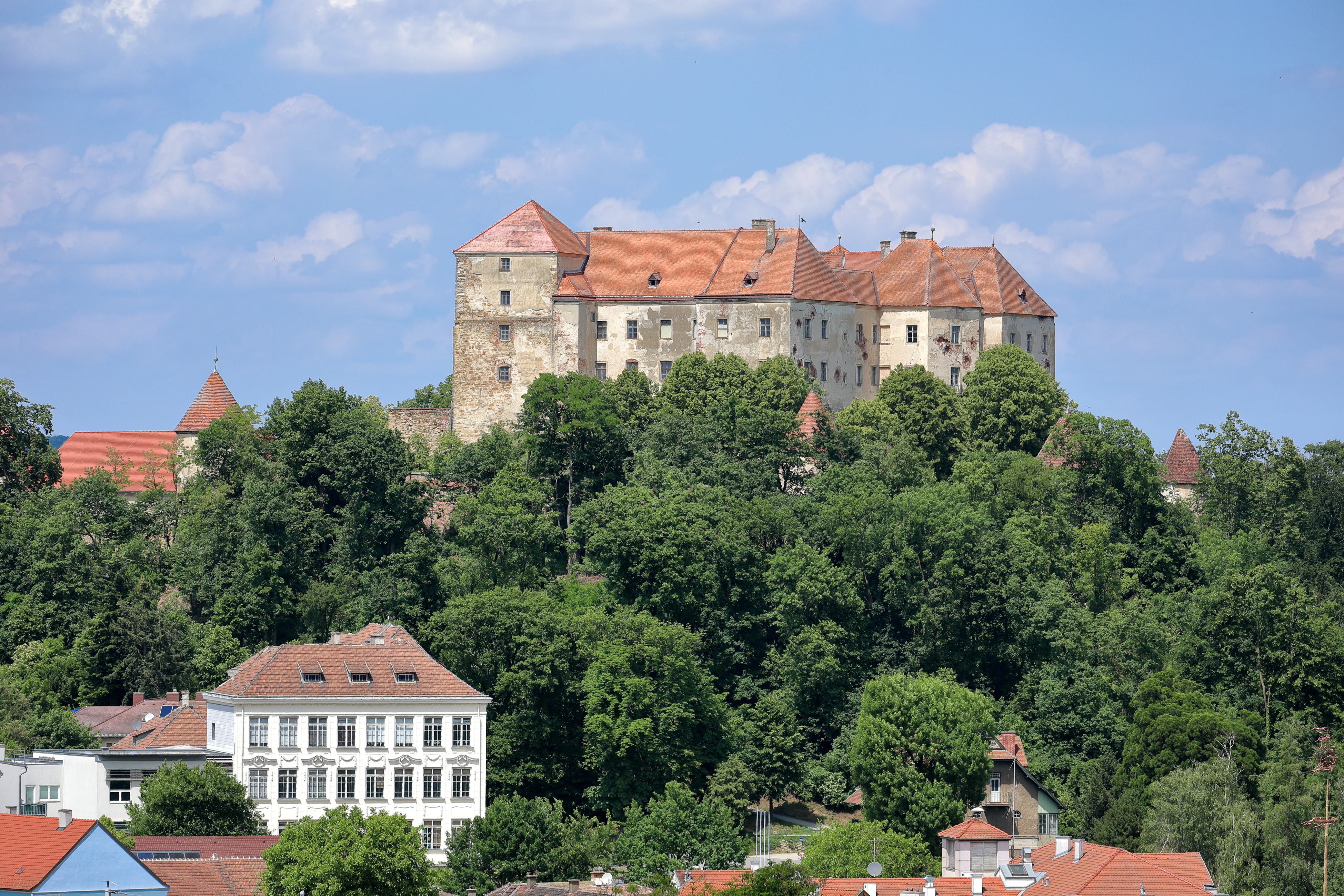
A neulengbachi vár

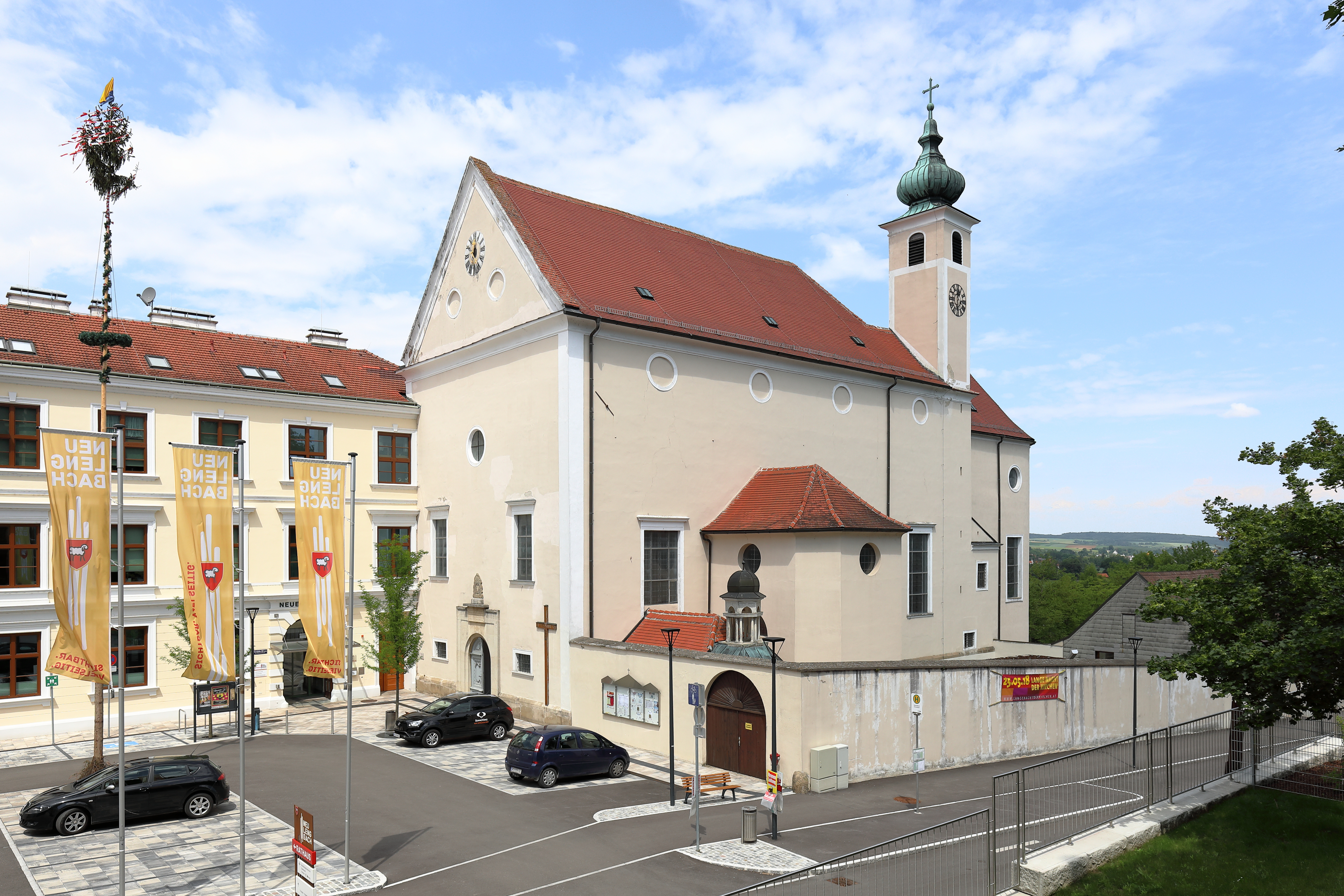
A Szentháromság-plébániatemplom

Neulengbach a tartomány Mostviertel régiójában fekszik, a Bécsi-erdő nyugati peremén, a Laabenbach folyó mentén. Legmagasabb pontja a Trainst (520 m). Területének 23%-a erdő, 62,1% áll mezőgazdasági művelés alatt. Az önkormányzat 25 települést egyesít: Almersberg (97 lakos 2024-ben), Alt-Anzing (14), Berging (16), Emmersdorf (145), Inprugg (177), Langenberg (16), Ludmerfeld (69), Markersdorf (249), Matzelsdorf (68), Mosletzberg (15), Neulengbach (3849), Obereichen (8), Oberndorf (37), Ollersbach (721), Raipoltenbach (305), St. Christophen (486), Schönfeld (507), Schwertfegen (6), Tausendblum (1378), Theißl (11), Umsee (63), Unterdambach (260), Unterwolfsbach (103), Weiding (37) és Wolfersdorf (24).
A környező önkormányzatok: északra Würmla, északkeletre Asperhofen, keletre Maria Anzbach és Altlengbach, délkeletre Neustift-Innermanzing, délre Stössing, délnyugatra Kasten bei Böheimkirchen, nyugatra Kirchstetten, északnyugatra Perschling.

## Története
Neulengbachot 1197-ben említik először, mint a Lengenbach család birtokát, vára a család központja volt. A nemzetség 1236-ban kihalt és birtokai az osztrák hercegre szálltak vissza. A 16. századra a Khuen báróké lett. 1565-ben Rudolf von Khuen-Belasy (Johann Jakob von Khuen-Belasy salzburgi érsek testvére) birtokolta meg Neulengbachot. Fia, Johann Eusebius von Kühn a katolikus alsó-ausztriai nemesség élén állt, és a harmincéves háború kezdetekor ő volt a császár konstantinápolyi követe. Ő emeltette Neulengbachban a bíróság épületét és halála előtt 30 ezer gulden értékű adományt tett félre egy ferences kolostor számára, amelyet aztán 1623-ban felesége, Maria alapított. A kolostort II. József 1796-ban feloszlatta, templomából lett 1789-ben a plébániatemplom. A várat 1646-ban a Pálffy grófok szerezték meg. Bécs 1683-as ostromakor Neulengbachot a törökök kifosztották; a lakosság egy része a várban húzódott meg, de így több száz embert öltek meg vagy hurcoltak el rabszolgának. 
1911-ben a neves festő, Egon Schiele Neulengbachba költözött. Itt alkotta a Neulengbachi szoba és az Őszi fák c. képeit és számos aktot. Nem sokkal később kiskorú elrablásával vádolták meg: Schiele menedéket adott egy tizennégy éves lánynak, aki elszökött otthonról, mire a lány apja, egy nyugalmazott tengerésztiszt beperelte őt. A festőt letartóztatták és a St. Pölten-i járásbíróságra szállították. Az eredeti vádakat bizonyíték hiányában elejtették, de pornográf képek birtoklása miatt elzárásra ítélték.
Az első világháború idején orosz tiszteket tartottak fogságban a várban, amelyben az 1938-as Anschluss után a Wehrmacht hadikórházat létesítettek. 1945-ben, a második világháború végén az épület súlyos károkat szenvedett és csak 1962 után hozták helyre, miután Martin Wakonig grazi kereskedő megvásárolta.
Neulengbachot 2000-ben emelték városi rangra. 

## Lakosság
A neulengbachi önkormányzat területén 2024 januárjában 8661 fő élt. Lakosságszáma 1961 óta gyarapodó tendenciát mutat. 2022-ben az ittlakók 88,2%-a volt osztrák állampolgár; a külföldiek közül 2,3% a régi (2004 előtti), 3,7% az új EU-tagállamokból érkezett. 2% a volt Jugoszlávia (Horvátország és Szlovénia kivételével) vagy Törökország; 3,9% egyéb ország polgára volt. 2001-ben a lakosok 78,4%-a római katolikusnak, 3,1% evangélikusnak, 1,2% ortodoxnak, 3% mohamedánnak, 10,7% pedig felekezeten kívülinek vallotta magát. Ugyanekkor 32 magyar élt a városban; a legnagyobb nemzetiségi csoportot a németek (92,8%) mellett a szerbek alkották 1,2%-kal. 
A népesség változása:

| 2016 | 8 169 |
| 2018 | 8 281 |

## Látnivalók
- a neulengbachi vár

A Szt. Lőrinc-templom

- az 1620 körül épült volt bírósági épület (ma helytörténeti múzeum)
- a Szentháromság-plébániatemplom
- St. Cristophen Szt. Kristóf-plébániatemploma
- Haag bei Markersdorf románkori Szt. Lőrinc-temploma
- a raipoltenbachi vár romjai
- az ollersbachi Baumgarten-kastély

## Fordítás
- Ez a szócikk részben vagy egészben  a   Neulengbach című német Wikipédia-szócikk ezen változatának fordításán alapul.  Az eredeti cikk szerkesztőit annak laptörténete sorolja fel. Ez a jelzés csupán a megfogalmazás eredetét és a szerzői jogokat jelzi, nem szolgál a cikkben szereplő információk forrásmegjelöléseként.